# Alfa Romeo Alfasud
De Alfa Romeo Alfasud was een compacte wagen van het Italiaanse automerk Alfa Romeo. De Alfasud werd voor het eerst aan het publiek voorgesteld in 1971 en bleef in productie tot 1984.
Begin jaren 1960 werd bij Alfa Romeo besloten om een kleinere wagen te produceren dan de Giulia. De Alfasud kende geen voorganger en moest volledig nieuw worden ontworpen. Voor het bouwen van de Alfasud werd zelfs een nieuwe fabriek gebouwd. Alfa Romeo was toen eigendom van de Italiaanse staat en om voor werkgelegenheid te zorgen in het zuiden van Italië werd Pomigliano d'Arco nabij Napels gekozen als locatie van de nieuwe fabriek. Dit verklaart meteen de naam van de Alfasud (sud is zuid in het Italiaans). Het zorgde er ook voor dat Milaan uit het logo van Alfa Romeo verdween.
De ontwikkeling van het Alfasud-project stond onder leiding van Rudolf Hruska. Voor het eerst werd bij Alfa Romeo gekozen voor voorwielaandrijving. Er werd ook een geheel nieuwe motor ontwikkeld, een viercilinder boxermotor van 1186 cc met 63 pk. Het ontwerp van de Alfasud kwam van Giorgetto Giugiaro, die met ItalDesign net zijn eigen bedrijf was begonnen. Hoewel hij er zo uitzag, was de Alfasud geen hatchback en had hij vier of twee deuren. De drie- en vijfdeursversies kwamen er pas in 1981.
In eerste instantie waren de reacties op de Alfasud positief: de auto zag er goed en sportief uit, reed goed en had nog relatief veel ruimte binnenin. Later kwamen echter de kwaliteitsproblemen aan het licht: de afwerking liet te wensen over en de Alfasud had problemen met roest. Om deze problemen op te vangen werd in 1978 de Alfasud Super gebouwd met een ander soort staal dat beter bestand was tegen roest. Het roesten van de Alfasud zou echter nog jaren voor een imagoprobleem zorgen bij Alfa Romeo.
Alfa Romeo kampte daarnaast ook met productieproblemen. Door stakingen en excuses om niet te werken, werden in het eerste half jaar slechts 465 auto's geproduceerd. Dat aantal zou eigenlijk de beoogde dagproductie moeten zijn.
Andere varianten van de Alfasud waren de Alfasud TI uit 1973, de Alfasud L uit 1974, de Alfasud Giardinetta uit 1975 en de Alfasud Sprint uit 1976. In 1980 verscheen de facelift van de Alfasud met grotere koplampen, grotere kunststof bumpers en grotere achterlichten.
De Alfasud werd uit productie genomen in 1984 maar de Alfasud Sprint werd nog tot 1989 verkocht als de Alfa Romeo Sprint. Initieel was dit een Alfasud Sprint met enkele carrosserie-aanpassingen. Latere versies van de Sprint waren gebaseerd op het platform van de Alfa Romeo 33 en voorzien van nieuwere motoren.

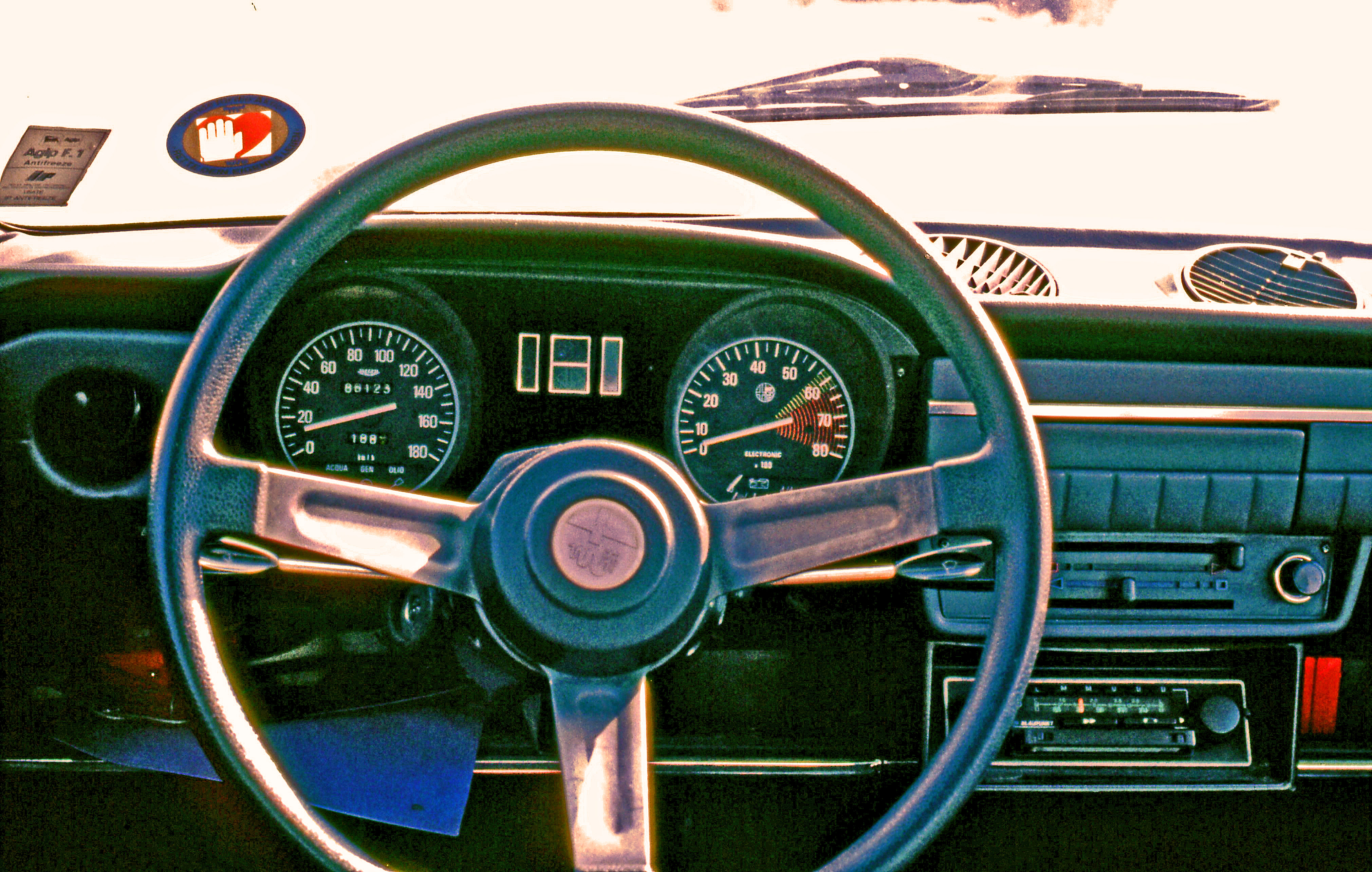
Dashboard Alfa Romeo Alfasud

- Bibliothèque nationale de France: cb11964414v (data)
- Gemeinsame Normdatei: 4729624-0
- Système universitaire de documentation: 027646939